# Лёвочкина, Юлия Владимировна
Юлия Владимировна Лёвочкина (укр. Ю́лія Володи́мирівна Льо́вочкіна; род. 17 февраля 1977, Киев) — народный депутат Украины VI—IX созывов, сестра Сергея Лёвочкина.

## Биография
Отец — Владимир Анатольевич Лёвочкин (25 марта 1946 — 19 декабря 2005) (с июня 1999 года заместитель директора, с марта 2001 года по февраль 2005 года директор Государственного департамента Украины по вопросам исполнения наказаний, умер 19 декабря 2005 года).

## Образование
Поступила на юридический факультет Киевского национального университета имени Тараса Шевченко, но после трёх курсов перевелась на заочное отделение и уехала в Канаду учиться на экономиста в Манитобский университет (University of Manitoba).
В 1999 году окончила Киевский национальный университет по специальности «правоведение». В 2000 году окончила бакалавриат Университета Манитобы (Канада).

## Карьера
В 2000—2001 годах на проектной работе в должности аналитика «Credit Suisse First Boston Україна» (Киев). В 2001—2002 годах финансовый аналитик ЗАО «Коммерческий банк НРБ-Украина» (Киев) (на базе которого в 2001 году был создан филиал ОАО «Сбербанк России» в Украине).
В 2002—2003 годах главный финансовый аналитик ЗАО «ТАС-Инвестбанк», Киев. В 2003—2007 годах и. о. заместителя начальника отдела ценных бумаг и инвестиций, заместитель руководителя инвестиционного бизнеса коммерческого банка «Місто Банк» в Киеве.
В 2006—2007 годах председатель наблюдательного совета ОАО «Николаевский комбинат хлебопродуктов» в Николаеве.
В 2011 году совокупный доход Юлии Лёвочкиной составил три миллиона 40 тысяч 181 гривну, из них зарплата составляет 194 336 гривен, дивиденды и проценты — 1 640 551 гривну. Сумма средств Лёвочкиной на счетах в банках составляет 19 981 399 гривен, она владеет ценными бумагами на сумму 29 570 645 грн.
Юлия Лёвочкина владеет семью земельными участками, двумя жилыми домами, двумя квартирами и 10 автомобилями. По данным Национального банка Украины на 3 апреля 2015 год она также являлась ключевым акционером банка «Клиринговый дом», имея 6,7253 % акций, также владея ценными бумагами банка почти на 30 миллионов гривен.

## Политическая карьера
С ноября 2007 года народный депутат Украины VI созыва от «Партии регионов» (прошла под № 105 в списке; по её собственному признанию, её кандидатуру предложил брат, аргументируя тем, что она хорошо знает английский). Возглавила подкомитет по вопросам гражданского, хозяйственного и административного судопроизводства Комитета Верховной Рады Украины по вопросам правосудия, являлась членом Специальной контрольной комиссии Верховной Рады по вопросам приватизации.
Заместитель члена Постоянной делегации в Парламентской ассамблее Совета Европы (ПАСЕ), в январе 2012 года бюро ПАСЕ выбрало её членом мониторингового комитета.
На выборах-2012 избрана депутатом от Партии регионов по мажоритарному округу № 6 (Феодосия, Кировский и часть Ленинского района Крыма), набрав 60 % голосов избирателей. После жестокого разгона Евромайдана 30 ноября 2013 года, 1 декабря 2013 года Лёвочкина выходит из фракции «Партии регионов», продолжив работу как внефракционный депутат; а пятого апреля 2014 заявила о своем выходе и из состава партии.
На выборах-2014 избрана народным депутатом Украины VIII созыва от «Оппозиционного блока» (№ 16 в партийном списке).
Член Комитета Верховной Рады Украины по иностранным делам, Первый заместитель Председателя Постоянной делегации в Парламентской ассамблее Совета Европы.
В январе 2015 года стала первым заместителем украинской делегации в ПАСЕ, председателем которой был выбран депутат от «Блока Петра Порошенко» Владимир Арьев.
28 января 2015 года, выступая в Парламентской ассамблее Совета Европы во время дебатов относительно введения санкций против РФ, Юлия Левочкина призвала противодействовать правительству Украины, «которое пытается построить стену между Украиной и Россией». По версии депутата, в не состоявшихся в Крыму (отторгнутом от Украины при участии вооружённых сил РФ) и в Донбассе (где часть региона контролируют самопровозглашённые ДНР и ЛНР) общегосударственных парламентских выборах виновата действующая украинская власть. При этом Левочкина воздержалась от критики политики РФ в Крыму и на востоке Украины. Через сутки партия и парламентская фракция «Народного фронта» призвали Генеральную прокуратуру Украины и СБУ дать правовую оценку действиям их коллеги по парламенту, в которых она «фактически поддержала действия агрессора, который оккупировал часть территории нашей страны, издевается и убивает ни в чём не повинное население».
23 апреля 2015 года Генпрокуратура Украины возбудила уголовное дело против Юлии Левочкиной, а также бывших депутатов от Партии Регионов Андрея Кравца и Юлии Ковалевской по факту «незаконного оформления помощниками-консультантами депутатов VI созыва сожительницы Виктора Януковича Любови Полежай и её сестры Надежды Маринцевой».
28 сентября 2015 года Бюро Парламентской ассамблеи Совета Европы переизбрало народного депутата Украины от фракции «Оппозиционный блок» Юлию Лёвочкину членом Мониторингового комитета ПАСЕ (на должность её номинировала группа социалистов — SOC).
25 января 2016 года Юлия Лёвочкина, член делегации в ПАСЕ от фракции «Оппозиционный блок», была избрана на должность члена Бюро группы, руководителя группы социалистов ПАСЕ.
29 августа 2019 года Лёвочкина принесла присягу народного депутата Украины на первом заседании Верховной Рады Украины IX созыва. Она была избрана в Верховную Раду от партии Оппозиционная платформа — За жизнь (№ 21 в партийном списке). Работает заместителем председателя Комитета парламента по вопросам внешней политики и межпарламентского сотрудничества. Является членом Постоянной делегации в Парламентской ассамблее Совета Европы.
30 ноября 2022 года Лёвочкина сложила депутатский мандат «по причине семейных обстоятельств».

### Общественная деятельность
С 2018 года Юлия Лёвочкина — посол всемирной кампании Girl2Leader на Украине. Кампания Girl2Leader действует c 2017 года под эгидой международной неправительственной организации Women Political Leaders. Цель кампании Girl2Leader — передача знаний и опыта женщинами-политическими лидерами младшему поколению девушек в возрасте от 14 до 24 лет. Миссия кампании Girl2Leader Ukraine — формирование гендерно-сбалансированного общества на Украине, мотивирование девушек принимать активное участие в процессах принятия решений, а также в мероприятиях, направленных на расширение прав и возможностей женщин и повышение их роли в общественно-политической жизни Украины.

## Личная жизнь
Была замужем за Арсением Новиковым (в браке носила фамилию Новикова), есть сын и дочь от первого брака. 10 июня 2014 года родила вторую дочь от Андрея Винграновского.
7 апреля 2016 года родила двух сыновей.